# 2015년~2016년 몬테네그로 위기
2015년~2016년 몬테네그로 위기는 몬테네그로 야당이 공정한 선거와 과도 정부를 요구하는 시위를 주도하면서 발생하였다. 야당 연합체인 몬테네그로 민주전선은 2015년 10월부터 지속적인 시위를 조직해 왔으며, 이는 10월 24일 포드고라차에서의 대규모 폭동으로 진행되어 절정에 달했다. 2016년 1월 집권 연정이 분열되면서 정부는 사실상 소수 정부로 기능하게 되었다.

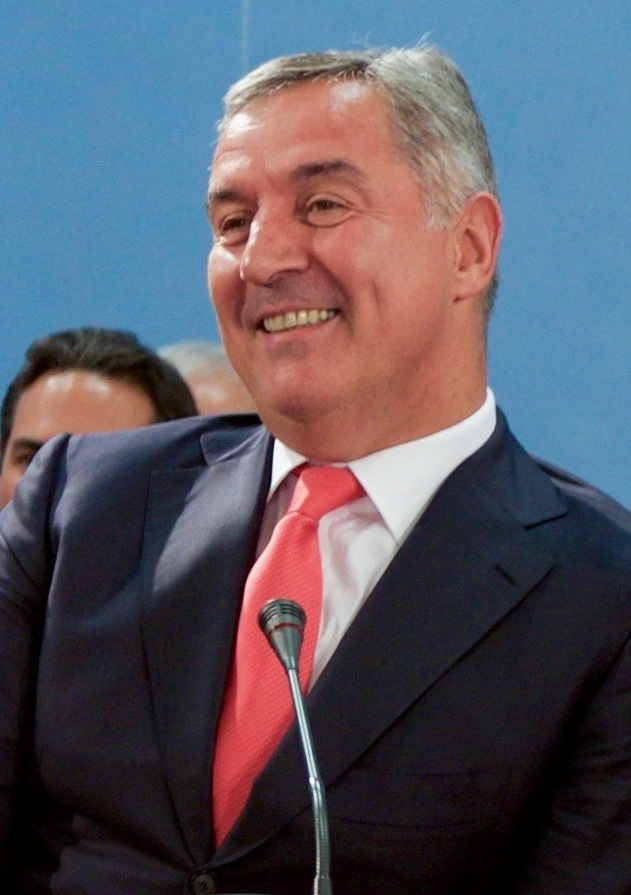
야당은 과도정부와 1990년대부터 이 나라를 이끌어온 밀로 주카노비치 총리의 사임을 요구했다.

## 배경

### 밀로 주카노비치의 리더십
2015년 탐사 기자 네트워크 (OCCRP)는 몬테네그로의 오랜 대통령이자 총리인 밀로 주카노비치를 "조직 범죄 부문 올해의 인물"로 선정했다. 이는 주카노비치의 부패는 그의 퇴진을 요구하는 거리 시위로 이어졌다.

## 반정부 시위
몬테네그로의 반정부 시위는 2015년 10월 중순에 시작되어 2015년 10월 24일 수도 포드고리차에서 폭동으로 진행되며 절정에 달했다. 해당 시위는 야당 연합인 몬테네그로 민주전선이 조직하였으며, 다음 선거를 조직할 과도 정부의 구성을 요구하였다.
수천 명의 사람들이 정부의 부패에 대해 항의하였으며, 과도 정부와 1990년 이후 거의 계속 집권해 온 밀로 주카노비치 총리의 퇴진을 요구했다. 경찰은 10월 24일 최루 가스를 통해 시위를 해산하려 하였다. 몬테네그로 경찰은 야당 지지자들에게 최루탄을 발사하고 장갑차로 시위대를 추격했다. 2015년 12월 12일 포드고리차에서는 NATO 가입 반대 시위가 열렸다. 2016년 1월 24일에는 정부에 대한 새로운 시위가 열렸다.

## DPS-SDP 분할
2016년 1월 27일 의회 투표에서 집권당인 몬테네그로 사회주의자민주당(DPS)과 연립 정당이였던 SDP가 분열되었다. "최초의 자유롭고 공정한 선거"의 조직에 대한 논의가 접점을 찾지 못하고 실패하면서 두 정당이 분열하게 된 것이다. 란코 크리보카피치 (SDP) 국회의장은 밀로 주카노비치 총리와 여당(DPS)을 강력히 비판했다. SDP의 분열과 함께 주카노비치는 의회에서 과반수를 차지하는데 실패했다. 주카노비치는 크리보카피치를 자리에서 끌어내자는 내용의 의제를 발안하였다.

## 정부 신임 투표
2016년 1월 27일 긍정적인 몬테네그로 (PCG)는 선거 사기 및 정치적 부패 혐의로 전 연립파트너인 SDP가 실각한 이후, 전까지는 야당이었음에도 불구하고, 정부 신임 투표에서 집권 여당인 몬테네그로 사회주의자민주당에게 3표를 던졌다. 즉, 몬데네그로 사회주의자민주당을 주축으로 하는 신내각이 수립한 것이다. 이 투표 이후, 몬테내그로 언론과 다른 야당은 PCG가 밀로 주카노비치 총리를 구하기 위해 유권자를 속이고 배신했다고 비난했다. 그 결과 2016년 6월 이전에 란코 크리보카피치 (SDP)가 담당했던 의회 의장에 다르코 파조빅 (PCG)가 임명되어 2016년 10월까지 그 자리를 유지했다.

## 임시정부

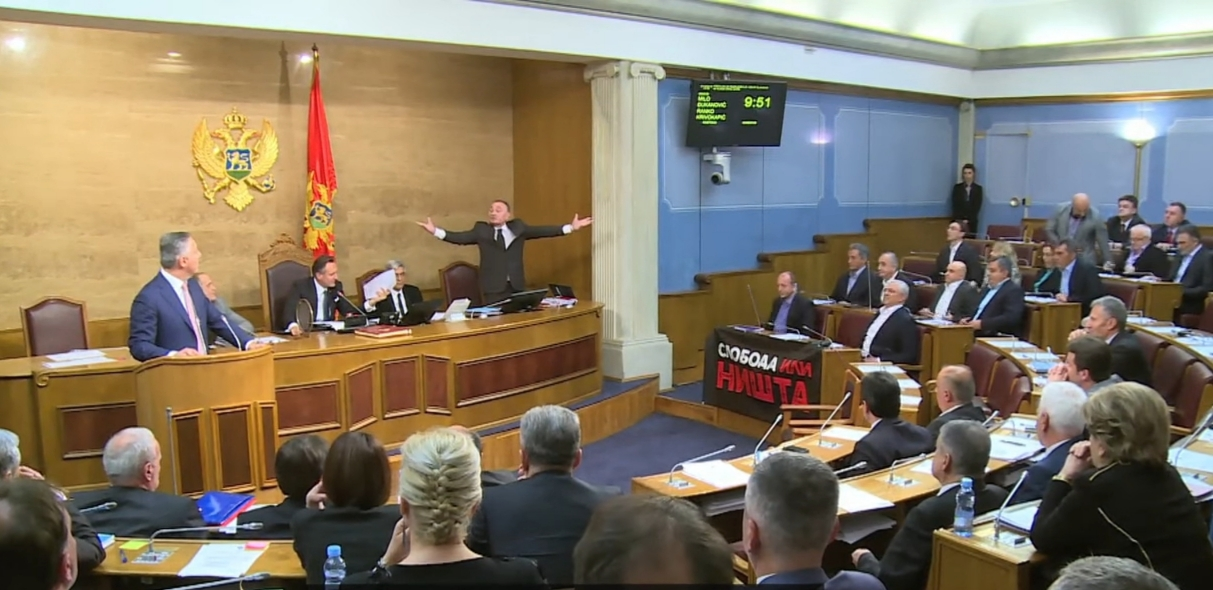
2016년 5월 주카노비치 총리(왼쪽)의 연설이 야당 의원(오른쪽)에 의해 중단된 후 몬테네그로 의회에서 주카노비치와 야당 의원 간의 설전이 이어졌다.

2016년 1월 과반수를 확보하여 몬테네그로 사회주의자민주당이 집권 여당이 되었지만, 기존의 연정이 분열되면서 정부가 사실상 소수 정부로 기능하게 되었다. 2016년 5월 12일 몬테네그로 의회에서 임시 선거 관리 정부가 선출되었으며, 임시 집권 연정은 몬테네그로 사회주의자민주당과 이와 연정한 여러 여당에 의해 구성되었다.

### 의회에서의 갈등
2016년 5월 13일 몬테네그로 민주전선에 소속 의원에 의해 밀로 주카노비치 총리의 연설이 저지되었다. 해당 의원은 주카노비치를 비판하는 노래를 부르며, 연설을 방해하였다. 이후 주카노비치와 민주 전선 MP 사이의 설전이 있었지만 결국 다른 의원들과 의회 보안 요원에 의해 저지되었다.

## 쿠데타 음모
2016년 10월 16일 총선 당일, 브라티슬라프 디키치 전 세르비아 헌병 대장을 포함하여 세르비아와 몬테네그로 시민 20명이 체포되었다. 이후 몬테네그로 당국은 그들과 러시아 시민을 포함한 다른 사람들을 쿠데타 시도로 공식 기소하였다. 2017년 2월, 몬테네그로 당국은 의회 장악과 밀로 주카노비치 수상 암살을 계획한 쿠데타 시도의 배후로 러시아 국가 구조를 비난했다. 러시아 정부는 이러한 비난을 부인하였다.

## 여파

### 의회 보이콧
최근 총선을 둘러싼 사건 이후, 주요 야당은 모든 의회 활동에 대한 집단적 보이콧을 시작하기로 결정했다. 보이콧은 2017년까지 계속되어 지방 선거까지 이어졌다.

### 나토 가입
2017년 4월 28일 몬테네그로 의회는 46대 0의 투표를 통해 NATO 가입을 결정했다(몬테네그로 의회의 81명 중 35명의 의원 부재). 몬테네그로와 러시아 연방 사이의 긴장은 이후에도 계속 고조되었다.

## 관련 링크
- 2012 몬테네그로 총선
- 2016 몬테네그로 총선